# Gidon Kremer
Gidon Kremer (lettül: Gidons Krēmers, oroszul Гидон Маркусович Кремер [Gidon Markuszovics Kremer]) (Riga, 1947. február 27. –) a Szovjetunióból Németországba emigrált hegedűművész, karmester. Korunk egyik legjelentősebb hegedűművésze.

## Élete
Szülei németül beszéltek, édesapja holokauszttúlélő zsidó, édesanyja német–svéd származású volt. Négyéves korában kezdett hegedűt tanulni nagyapjától és apjától, majd három év múlva a rigai zeneiskolában folytatódott képzése. Tizenhat éves korában a lett köztársasági versenyen első helyezést ért el. 1969-től a Csajkovszkij nevét viselő Moszkvai Konzervatóriumban David Ojsztrah növendéke volt.
1965-től koncertező művész. Pályája elején több nemzetközi versenyen ért el dobogós helyezést. 1967-ben a brüsszeli Erzsébet királyné zenei versenyen harmadik, 1969-ben Montréalban második, a genovai Paganini-versenyen első, 1970-ben a moszkvai nemzetközi Csajkovszkij-versenyen ugyancsak első lett. 1974-ben a szovjet filharmónia szólistaként szerződtette. Gyorsan haladt a világhír felé. 1980-ban Nyugat-Németországba emigrált. A következő évben az ausztriai Lékán saját kamarazenei fesztivált alapított (2011-ben másnak adta át a rendezvény vezetését). 1997-ben Kremerata Baltica néven fiatal balti muzsikusokból kamarazenekart alapított.
Repertoárján a klasszikusoktól a kortárs zenéig sok minden szerepel. A modernek közül például Piazzolla, Enescu, Philip Glass, Alfred Schnittke, Arvo Pärt művei.
Hangszere korábban egy 1730-ban készült Guarneri del Gesù-gyártmányú volt, jelenleg egy 1641-es Nicola Amati-hegedű.
Tizenöt évet éltem Moszkvában, évtizedekig volt lakásom Párizsban, közben éltem New Yorkban, Zürichben, Vilniusban – s eközben alapvetően úgy érzem, hogy nincs más igazi otthonom, mint a színpad.